# Ludacris
Christopher Brian Bridges (Champaign, Illinois, 11 de septiembre de 1977), conocido artísticamente como Ludacris, es un rapero, compositor, productor discográfico, filántropo y actor estadounidense-gabonés.
Es el artista del sur de los Estados Unidos que más discos ha vendido, más de 24 millones de copias por todo el mundo. Ha recibido múltiples premios a lo largo de su carrera y es (junto a Sean Combs) el rapero que más números uno ha alcanzado.
Su papel más famoso en el cine es el de Tej Parker en la saga Fast & Furious.

## Vida privada
Ludacris tiene una hija llamada Karma Bridges (nacida en agosto de 2001) de su relación con una abogada de Atlanta. En 2009 comenzó a salir con la modelo Eudoxie Mbouguiengue. Tiene una hija, Cai Bella Bridges (nacida en diciembre de 2013), con su amiga Tamika Fuller. En diciembre de 2014 en Costa Rica, Ludacris se comprometió con Mbouguiengue, y se casaron ese mismo día. En junio de 2015, Eudoxie anunció que la pareja le había dado la bienvenida a una hija, Cadence. En mayo de 2021 anunciaron que iban a tener un segundo hijo juntos. Su hija, Chance Oyali Bridges, nació el 28 de julio de 2021.
En junio de 2020 adquirió la nacionalidad gabonesa junto a su madre y dos hijas.

## Carrera musical

### Primeros años
Los padres del artista eran muy jóvenes cuando él nació y cuando Ludacris tenía tres años, sus padres lo llevaban a fiestas universitarias. También sacó notas excelentes en la secundaria. A la edad de 12 años, se unió a un grupo rapero llamado Loudmouth Hooligans. Ludacris comenzó su carrera musical como DJ en una emisora de Atlanta que se llama “Hot 97.5”. Su primera grabación la hizo para el álbum Tim's Bio: Life from the Bassment de Timbaland, apareciendo en el tema "Phat Rabbit". Ludacris sacó en 1999 un disco llamado Iconegro, un álbum independiente. El álbum tuvo nula repercusión. Muy poco después sería fichado por Def Jam South (más tarde cambiaría de nombre para llamarse Disturbing Tha Peace).

### Back for the First Time
Ludacris lanzó su álbum debut Back for the First Time en un sello discográfico mayor en octubre de 2000. El álbum, que fue todo un éxito, alcanzó la posición #4 en las listas de álbumes, gracias en parte a los exitosos sencillos "Southern Hospitality" y "What's Your Fantasy" (recientemente seleccionada para la lista de la cadena de televisión musical VH1 de las 100 canciones de Hip-Hop/Rap más influyentes de la historia). El álbum fue muy bien recibido y obtuvo un notable éxito. Back for the First Time fue el comienzo del boom de Ludacris en el mundo del rap.

### Word of Mouf

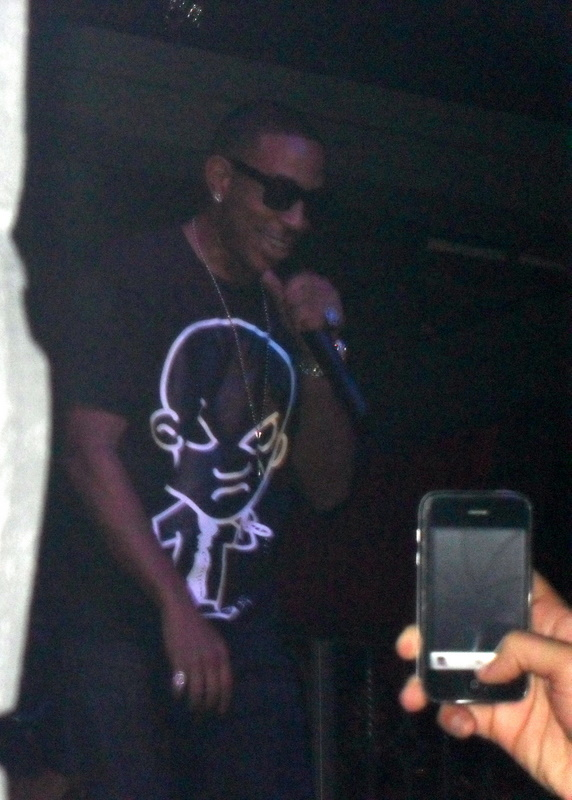
Luda en un concierto.

Un año después, Ludacris sacó su segundo álbum, titulado Word of Mouf. El sencillo principal, "Rollout (My Business)", fue boicoteado en muchas estaciones americanas de videos. A pesar de la controversia, el video fue nominado a los MTV Video Music Awards de 2003, y Luda actuó en directo. El sencillo "Area Codes" con Nate Dogg apareció también en la banda sonora de la película Hora Punta 2. El siguiente sencillo "Move Bitch" con Mystikal y I-20, fue todo un éxito en radios y el vídeo salió en bastantes ocasiones en las cadenas de música, el tema fue incluido en la película Hancock. Además, el rapero también se fue de gira con el grupo Papa Roach en 2002 tras la grabación de su álbum lovehatetragedy.

### Chicken & Beer
Durante la primavera de 2003, Ludacris regresó a la escena musical con su nuevo sencillo "Act A Fool", de la banda sonora de la película 2 Fast 2 Furious. Por esa época liberó su tercer álbum Chicken & Beer y el nuevo sencillo "P-Poppin" (el cual provocó una polémica grandísima al artista debido a su contenido). Ninguno de sus nuevos sencillos fueron bien recibidos por el público urbano y de pop como sus anteriores canciones lo habían sido. El álbum comenzó vendiendo fuertemente, pero fue decayendo rápidamente de las listas.
Sin embargo, a finales de 2003, Ludacris volvió a tener éxito con su siguiente sencillo "Stand Up", que aparecía en Chicken & Beer y en la banda sonora de la película Honey. Producido por Kanye West, este tema se convirtió en el mayor éxito de Ludacris hasta la fecha, llegando a alcanzar el #1 en Billboard Hot 100.
El siguiente sencillo del álbum, "Splash Waterfalls", fue editado a principios de 2004. No fue un hit, pero tuvo algo de éxito en la radio urbana y en BET. El tema contenía el vídeo más sexual del artista, y existía un remix de R&B en colaboración con Raphael Saadiq y sampleado del "Whatever You Want" de Tony! Toni! Toné!. Los siguientes sencillos fueron "Blow It Out" y "Diamond In The Back".

### The Red Light District

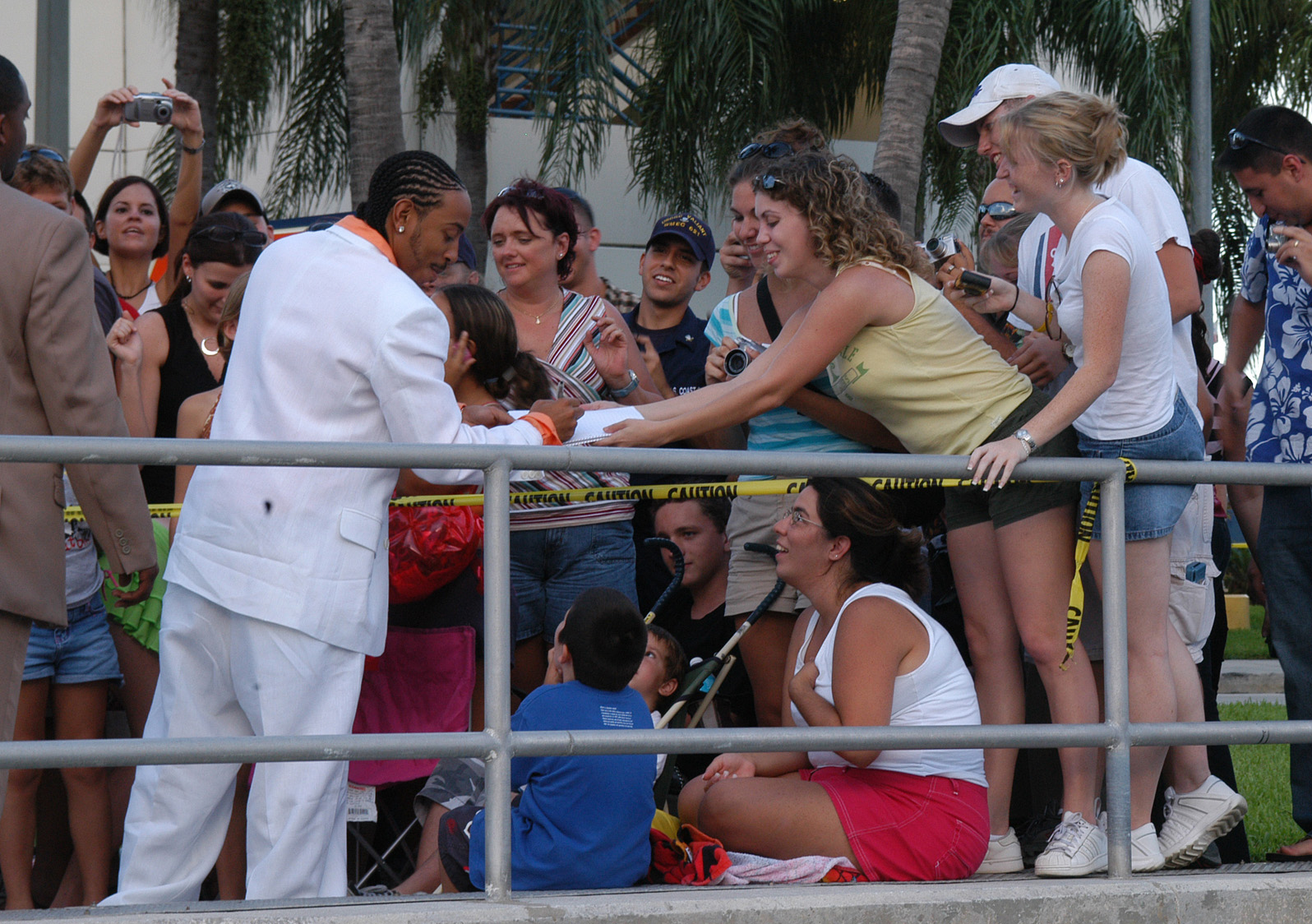
Ludacris en los premios de la MTV del 2004.

El quinto álbum de estudio de Ludacris fue The Red Light District. Completamente diferente a anteriores trabajos, en este álbum se reflejaba un Ludacris mucho más maduro. Por entonces, alardeó diciendo que él era el único rapero capaz de mantener a flote a Def Jam. El vídeo del nuevo sencillo "Get Back" creó polémica debido a los exageradísimos brazos que Ludacris lucía en el mismo, siendo muy criticado. El siguiente sencillo, inspirado en Austin Powers, fue "The Number One Spot", producido por DJ Green Lantern y usando el sample del tema "Soul Bossa Nova" de Quincy Jones. El álbum está producido también por Timbaland, Lil' Jon, The Medicine Men y el legendario Doug E. Fresh, y en él colaboran artistas como Nas, DJ Quik, DMX, Trick Daddy y los artistas de Disturbing Tha Peace Bobby Valentino, Dolla Boi y Small World. El álbum debutó #1 en las listas de Billboard. Ludacris también recibió su primer Grammy por la colaboración que hizo en el tema "Yeah!" de Usher junto con Lil' Jon.

### Release Therapy
Release Therapy es el sexto álbum oficial de Ludacris. Colaborara con artistas como Field Mob y Young Jeezy. Otros artistas que colaboran en el álbum son R. Kelly, Pimp C, Bobby Valentino o Pharrell. El álbum salió a la venta el 26 de septiembre de 2006 y su primer sencillo fue "Money maker" en colaboración con el productor Pharrell, el cual alcanzó el puesto número 1 en muchas listas. El segundo I fue "Grew Up A Screw Up" con Young Jeezy, que usó una frase que The Notorious B.I.G. decía en la canción "Runnin'" de 2pac. El tercer sencillo salió en 2007 con la colaboración de la artista de Rhythm and blues Mary J. Blige, "Runaway Love" llegó al número dos en las listas estadounidenses y recibió excelentes críticas. El cuarto sencillo fue "Slap", aunque no tuvo mucha repercusión. Este es (sin duda) el disco más maduro de Ludacris y el mejor recibido por la crítica y los fanes. Más tarde se anunciaría otro álbum con Disturbing Tha Peace. El título del álbum sería Strength In Numbers. Durante la campaña política norteamericana de 2008 causó bastante polémica, ya que en una canción suya incluía algunos insultos dirigidos a algunos políticos. La canción se llamó Politics (Obama Is Here). No se incluyó en ningún álbum. El padre de luda murió en 2007 de un cáncer, y el final del vídeo de "Slap" está dedicado a su padre.

### Theater of the Mind

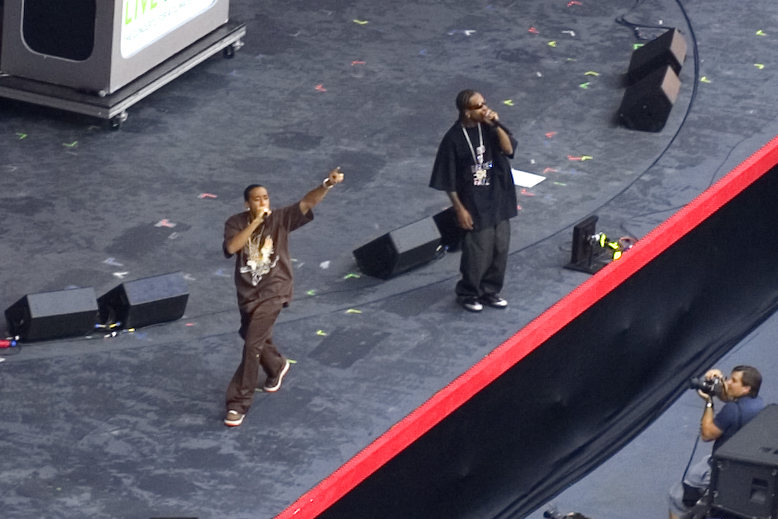
Luda en un concierto.

A finales de 2007 Ludacris reveló durante una entrevista en la cadena BET que estaba trabajando en su próximo álbum, que se llamó Theater Of The Mind. En él, colaboraron artistas como Lil' Wayne, The Game o T.I.. El álbum salió a la venta el 24 de noviembre de 2008. Su primer sencillo fue "What Them Girls Like" en colaboración con Chris Brown y Sean Garrett. El álbum alcanzó la posición quinta en la lista norteamericana, convirtiéndose en el disco de luda (desde Back For The First Time) que menos posición ha obtenido. Además los sencillos (a excepción de "What Them Girls Like" y One More Drink) han fracasado en las listas. Y ninguno ha alcanzado el top 10 cosa que no le ocurría a luda desde el propio Back For The First Time. Esto también puede haber sido debido a que el último disco de Kanye West, 808s & Heartbreak salió el mismo día). No recibió malas críticas, al contrario, lo que pasa es que sus fanes no han respondido bien a su cambio de imagen porque ahora es completamente distinta a la anterior. Aun así luda tenía previsto hacer una secuela. En abril de 2008, durante la producción del disco, luda abrió en Atlanta un restaurante propio de comida de Singapur llamado Straits Atlanta. Hay dos restaurantes más de esta línea, en los que ha invertido más de 4 millones de dólares. El siguiente álbum de Luda (previsto para el otoño de 2009) se llamó Battle Of The Sexes y colaboró con la artista de DTP Shawnna con la que Luda ya ha trabajado en bastantes ocasiones y con la que tiene buenas relaciones. Fue el séptimo álbum oficial para Luda y el tercero para Shawnna. Según confesaron en una entrevista tenían ya hecho el 80% del disco, el cual contó con unas 30 canciones. Así mismo tienen previsto sacar dos sencillos muy pronto. Lo que hace que la secuela de Theater Of The Mind (cuyo nombre se confirma que es Ludaversal) se retrase a principios de 2010. A finales de 2009 Shawnna dejó DTP por lo que Luda tendrá que sacar el disco Battle of the Sexes en solitario, se desconoce si Luda sacara a la venta Ludaversal.

### Battle of the Sexes
El álbum salió a la venta del 18 de marzo de 2010 (el séptimo de Luda en solitario) y una semana después estaba posicionado en el número uno en la lista de los Estados Unidos. Recientemente ha colaborado junto a Justin Bieber en el sencillo "Baby" que ha generado una creciente popularidad, alrededor del mundo. El primer sencillo fue "How Low" el cual llegó a la 6# posición y ha sido puesto en las radios muchas veces. Además fue coronado Platino vendiendo más de 1.600.000 copias. Más tarde saldría a la luz "My Chick Bad" con Nicki Minaj, llegando a la 11# posición, cosechando así un éxito similar a la anterior. Poco después sacaría "Sex Room" con Trey Songz. La canción alcanzaría el puesto 69# en la lista de los Estados Unidos.

## Discografía

### Álbumes en solitario
| Año  | Título                                                                             | Posiciones | Posiciones | Posiciones | Posiciones | Ventas y certificaciones                                      |
| Año  | Título                                                                             | U.S. 200   | U.S. R&B   | CAN        | UK         | Ventas y certificaciones                                      |
| ---- | ---------------------------------------------------------------------------------- | ---------- | ---------- | ---------- | ---------- | ------------------------------------------------------------- |
| 2000 | Back for the First Time - Lanzado: 17 de octubre de 2000 - Productora: DTP/Def Jam | 4          | 2          | —          | —          | Certificación: 3x Platino                                     |
| 2001 | Word of Mouf - Lanzado: 6 de noviembre de 2001 - Productora: DTP/Def Jam           | 3          | 1          | —          | —          | Certificación: 3x Platino Ventas en U.S.: 3.616.000 de copias |
| 2003 | Chicken & Beer - Lanzado: 7 de octubre deu 2003 - Productora: DTP/Def Jam          | 1          | 1          | 5          | 44         | Certificación: 2x Platino                                     |
| 2004 | The Red Light District - Lanzado: 9 de diciembre de 2004 - Productora: DTP/Def Jam | 1          | 1          | —          | —          | Certificación: 2x Platino                                     |
| 2006 | Release Therapy - Lanzado: 26 de septiembre de 2006 - Productora: DTP/Def Jam      | 1          | 2          | —          | 69         | Certificación: 2x Platino U.S. ventas: 2 millones             |
| 2008 | Theater Of The Mind - Lanzado: 24 de noviembre de 2008 - Productora: DTP/Def Jam   | 5          | 2          | 22         | —          | Certificación: Oro                                            |
| 2010 | Battle of the Sexes - Lanzado: 9 de marzo de 2010 - Productora: DTP/Def Jam        | 1          | 1          | 17         | 41         | Certificación: Oro                                            |
| 2013 | Ludaversal - Lanzado: 4 de marzo de 2013 - Productora: DTP/Def Jam                 | —          | —          | —          | —          |                                                               |

### Con DTP
| Información |
| --- |

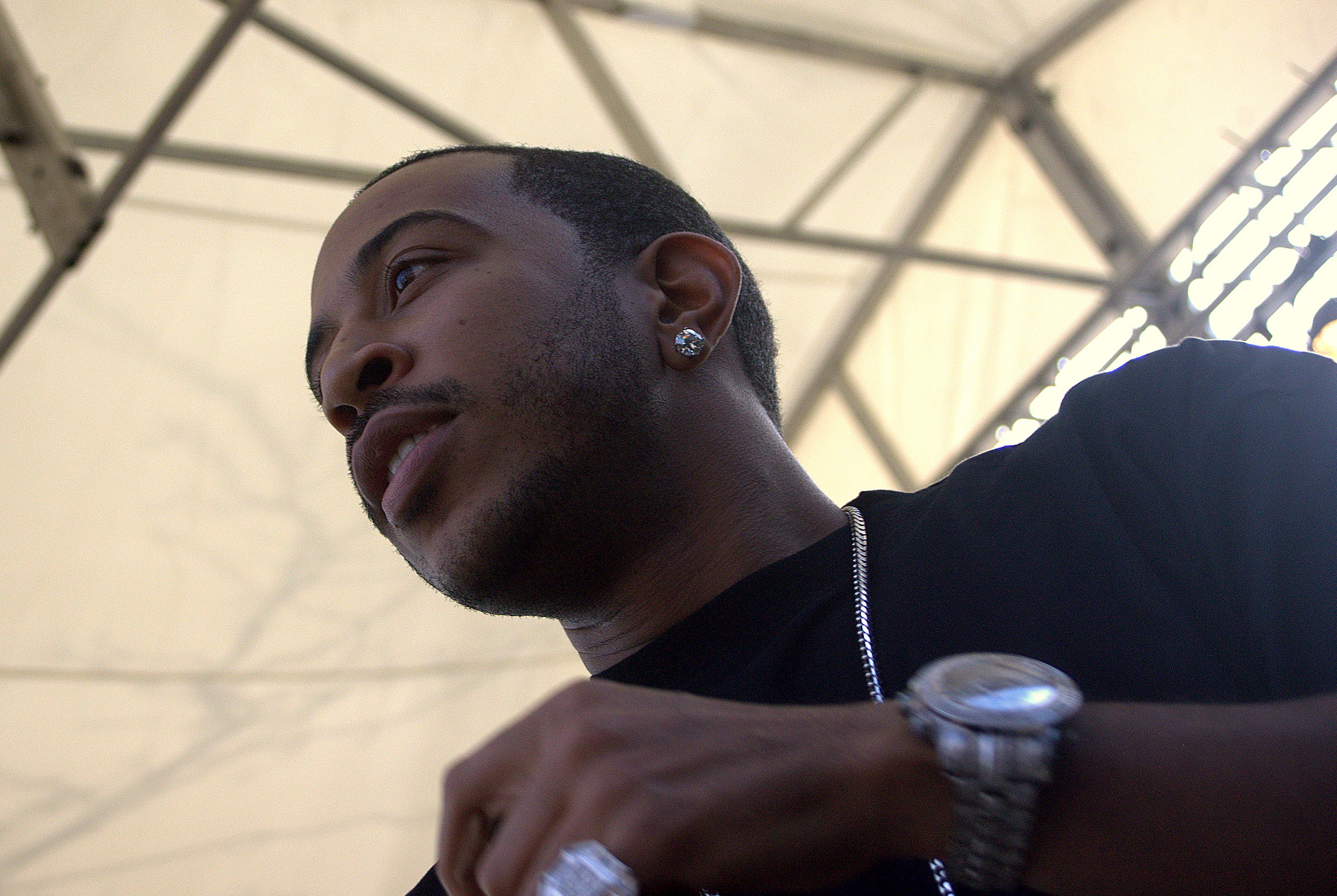
Luda en 2009.

| Disturbing Tha Peace - Golden Grain - Lanzado: 10 de septiembre de 2002 - Posición: - Calificación: Oro - U.S. ventas: 500.000 - Sencillos: "Growing Pains (Do It Again)"                                           |
| Ludacris & Disturbing Tha Peace - Ludacris Presents: Disturbing Tha Peace - Lanzado: 13 de diciembre de 2005 - Posición: #11 U.S. - Calificación: Oro - U.S. ventas: 600.000 - Sencillos: "Georgia", "Gettin' Some" |
| Disturbing Tha Peace - Strength In Numbers - Lanzado: 2007 - Posición: - Calificación: - U.S. ventas: - Sencillos: "Down In Tha Dirty", "Celebrity Chick"                                                           |

### Independiente
| Año  | Título                                                     | Posición | Posición | Ventas y certificaciones              |
| Año  | Título                                                     | U.S. 200 | U.S. R&B | Ventas y certificaciones              |
| ---- | ---------------------------------------------------------- | -------- | -------- | ------------------------------------- |
| 2000 | Incognegro - Lanzado: 16 de mayo de 2000 - Productora: DTP | 179      | 68       | Certificación: - U.S. ventas: 300,000 |

### Sencillos
| Año  | Canción                                                 | Posición          | Posición         | Posición | Posición         | Álbum                                   |
| Año  | Canción                                                 | Billboard Hot 100 | U.S. R&B/Hip-Hop | U.S. Rap | UK Singles Chart | Álbum                                   |
| ---- | ------------------------------------------------------- | ----------------- | ---------------- | -------- | ---------------- | --------------------------------------- |
| 2000 | "Southern Hospitality"                                  | 23                | 6                | 5        | —                | Back for the First Time                 |
| 2001 | "What's Your Fantasy" (con Shawnna)                     | 21                | 10               | 12       | 19               | Back for the First Time                 |
| 2001 | "Area Codes" (con Nate Dogg)                            | 24                | 10               | 7        | 25               | Word of Mouf                            |
| 2001 | "Fatty Girl" (con LL Cool J & Keith Murray)             | 87                | 32               | 6        | —                | FUBU - The Good Life Comp               |
| 2001 | "Roll Out (My Business)"                                | 17                | 7                | 20       | 20               | Word of Mouf                            |
| 2002 | "Move Bitch" (con Mystikal & I-20)                      | 10                | 3                | 3        | —                | Word of Mouf/ Golden Grain(Bonus Track) |
| 2002 | "Saturday (Oooh Oooh)" (con Sleepy Brown)               | 22                | 10               | 4        | 31               | Word of Mouf                            |
| 2003 | "Act a Fool"                                            | 32                | 20               | 10       | —                | Banda sonora de 2 Fast 2 Furious        |
| 2003 | "P-Poppin'" (con Shawnna & Lil' Fate)                   | —                 | —                | —        | —                | Chicken -N- Beer                        |
| 2003 | "Stand Up" (con Shawnna)                                | 1                 | 1                | 1        | 14               | Chicken -N- Beer                        |
| 2004 | "Splash Waterfalls"                                     | 6                 | 2                | 3        | —                | Chicken -N- Beer                        |
| 2004 | "Diamond In The Back"                                   | 94                | 51               | —        | —                | Chicken -N- Beer                        |
| 2004 | "Blow It Out"                                           | —                 | 56               | —        | —                | Chicken -N- Beer                        |
| 2004 | "Get Back" (con Sum 41)                                 | 13                | 9                | 5        | 30               | The Red Light District                  |
| 2005 | "Number One Spot"                                       | 19                | 8                | 6        | 30               | The Red Light District                  |
| 2005 | "The Potion"                                            | —                 | 65               | —        | —                | The Red Light District                  |
| 2005 | "Pimpin' All Over the World" (con Bobby Valentino)      | 9                 | 5                | 2        | —                | The Red Light District                  |
| 2005 | "Georgia" (con Field Mob & Jamie Foxx)                  | 39                | 31               | 21       | —                | Ludacris Presents: Disturbing Tha Peace |
| 2006 | "Money Maker" (con Pharrell)                            | 1                 | 1                | 1        | —                | Release Therapy                         |
| 2006 | "Grew Up a Screw Up" (con Young Jeezy)                  | —                 | 60               | —        | —                | Release Therapy                         |
| 2007 | "Slap"                                                  | 113               | 55               | 21       | —                | Release Therapy                         |
| 2007 | "Runaway Love" (con Mary J. Blige)                      | 2                 | 3                | 1        | 12               | Release Therapy                         |
| 2007 | "Down in tha Dirty" (con Bun B & Rick Ross)             | —                 | 110              | —        | —                | Strength in Numbers                     |
| 2008 | "What Them Girls Like" (con Chris Brown & Sean Garrett) | 33                | 17               | 8        | —                | Theater Of The Mind                     |
| 2008 | "One More Drink" (con T-Pain)                           | 24                | 15               | 4        | —                | Theater Of The Mind                     |
| 2008 | "Wish You Would" (con T.I.)                             | 114               | 118              | —        | —                | Theater Of The Mind                     |
| 2008 | "Undisputed" (con Floyd Mayweather, Jr.)                | 112               | —                | —        | —                | Theater Of The Mind                     |
| 2008 | "I Do It for Hip Hop" (con Nas & Jay-Z)                 | —                 | 89               | —        | —                | Theater Of The Mind                     |
| 2008 | "Last of a Dying Breed" (con Lil Wayne)                 | 65                | —                | —        | —                | Theater Of The Mind                     |
| 2009 | "Nasty Girl" (con Plies)                                | —                 | 64               | 25       | —                | Theater Of The Mind                     |
| 2009 | "How Low"                                               | 6                 | 2                | 2        | 54               | Battle of the Sexes                     |
| 2010 | "My Chick Bad" (con Nicki Minaj)                        | 11                | 2                | 2        | —                | Battle of the Sexes                     |
| 2010 | "Sex Room" (con Trey Songz)                             | 69                | 5                | 6        | —                | Battle of the Sexes                     |
| 2012 | "Jingalin"                                              | 125               | 63               | —        | —                | Ludaversal                              |
| 2012 | "Representin" (con Kelly Rowland)                       | 97                | 28               | 20       | —                | Ludaversal                              |
| 2012 | "Rest of My Life" (con Usher & David Guetta)            | 72                | —                | —        | 41               | Ludaversal                              |

#### Colaboraciones
| Año  | Canción | Posición     | Posición | Posición | Posición | Álbum                                  |
| Año  | Canción | U.S. Hot 100 | U.S. R&B | U.S. Rap | UK       | Álbum                                  |
| ---- | --- | ------------ | -------- | -------- | -------- | -------------------------------------- |
| 2001 | "One Minute Man" (Missy Elliott con Ludacris)                                                                                | 15           | 8        | –        | 10       | Miss E… So Addictive                   |
| 2001 | "Loverboy" (Mariah Carey con Da Brat, Shawnna, 22 & Ludacris)                                                                | 2            | 1        | –        | 7        | Glitter                                |
| 2001 | "Bia Bia" (Lil' Jon con Ludacris, Too Short & Chyna Whyte)                                                                   | 94           | 47       | –        | –        | Put Yo Hood Up                         |
| 2002 | "Growing Pains (Remix)" (Ludacris con Scarface, Lil' Fate & Shawnna)                                                         | –            | 61       | –        | –        | Golden Grain                           |
| 2002 | "Welcome to Atlanta" (con Jermaine Dupri)                                                                                    | 35           | 15       | 3        | –        | Instructions                           |
| 2002 | "B R Right" (Trina con Ludacris)                                                                                             | 83           | 50       | 24       | –        | Diamond Princess                       |
| 2002 | "Why Don't We Fall in Love" (Amerie con Ludacris)                                                                            | 23           | 9        | –        | –        | All I Have                             |
| 2002 | "Gossip Folks" (Missy Elliott con Ludacris)                                                                                  | 8            | 5        | 2        | 9        | Under Construction                     |
| 2003 | "Holidae In" (Chingy con Snoop Dogg & Ludacris)                                                                              | 3            | 2        | 2        | 35       | Jackpot                                |
| 2003 | "Hot and Wet" (112 con Ludacris)                                                                                             | 70           | 29       | –        | –        | Hot & Wet                              |
| 2004 | "Yeah!" (Usher con Lil' Jon & Ludacris)                                                                                      | 1            | 1        | –        | 1        | Confessions                            |
| 2004 | "Break Bread" (I-20 con Ludacris & Bonecrusher)                                                                              | –            | 78       | –        | –        | Self Explanatory                       |
| 2004 | "Lovers & Friends" (Lil Jon con Usher & Ludacris)                                                                            | 3            | 2        | 1        | 10       | Crunk Juice                            |
| 2004 | "Shake That Shit" (Shawnna con Ludacris)                                                                                     | 63           | 28       | 16       | –        | Worth tha Weight                       |
| 2005 | "Oh!" (Ciara con Ludacris)                                                                                                   | 2            | 6        | –        | 4        | Goodies                                |
| 2005 | "Sugar (Gimme Some)" (Trick Daddy con Ludacris, Lil Kim, & Cee-Lo)                                                           | 20           | 36       | 87       | 61       | Thug Matrimony: Married to the Streets |
| 2005 | "Unpredictable" (Jamie Foxx con Ludacris)                                                                                    | 8            | 2        | –        | 16       | Unpredictable                          |
| 2006 | "Need a Boss" (Shareefa con Ludacris)                                                                                        | 62           | 10       | –        | –        | Point of No Return                     |
| 2007 | "Glamorous" (Fergie con Ludacris)                                                                                            | 1            | 41       | –        | 6        | The Dutchess                           |
| 2007 | "Get Buck in Here" (DJ Felli Fel con Diddy, Ludacris, Akon, & Lil Jon)                                                       | 41           | 72       | 15       | –        | Go DJ!                                 |
| 2007 | "Rock Star" (R. Kelly con Ludacris & Kid Rock)                                                                               | –            | 54       | –        | –        | Double Up                              |
| 2007 | "I'm So Hood (Remix)" (DJ Khaled con Young Jeezy, Ludacris, Busta Rhymes, Big Boi, Lil Wayne, Fat Joe, Birdman, & Rick Ross) | 19           | 9        | 5        | -        | We The Best                            |
| 2008 | "Gimme Dat" (Chingy con Ludacris & Bobby Valentino)                                                                          | –            | –        | –        | –        | Hate It or Love It                     |
| 2008 | "Mr. Magnificent" (Small World con Ludacris)                                                                                 | –            | –        | –        | –        | World Premiere                         |
| 2008 | "Grippin'" (Sean Garrett con Ludacris)                                                                                       | –            | 40       | –        | –        | Turbo 919                              |
| 2008 | "How We Do It (Around My Way)" (Lloyd con Ludacris)                                                                          | –            | 77       | –        | –        | Lessons in Love                        |
| 2008 | "Pretty Girl" (Jarvis con Ludacris)                                                                                          | –            | 103      | –        | –        | Dream Girls                            |
| 2008 | "Still Standing" (Mónica con Ludacris)                                                                                       | –            | 74       | –        | –        | Still Standing                         |
| 2008 | "Chopped N Skrewed" (T-Pain con Ludacris)                                                                                    | 27           | 3        | –        | –        | Thr33 Ringz                            |
| 2009 | "Creepin' (Solo)" (Chamillionaire con Ludacris)                                                                              | —            | 101      | —        | —        | Venom                                  |
| 2009 | "How Do You Sleep?" (Jesse McCartney con Ludacris)                                                                           | 39           | —        | —        | —        | Departure                              |
| 2009 | "Pocketbook" (Jennifer Hudson con Ludacris)                                                                                  | –            | –        | –        | –        | Jennifer Hudson                        |
| 2009 | "Born An OG" (Ace Hood con Ludacris)                                                                                         | 118          | —        | —        | —        | Ruthless                               |
| 2010 | "Atlanta GA" (Shawty Lo con Ludacris, Gucci Mane, & The Dream)                                                               | —            | —        | —        | —        | I Am Carlos                            |
| 2010 | "Baby" (Justin Bieber con Ludacris)                                                                                          | 5            | 96       | —        | 3        | My World 2.0                           |
| 2010 | "All I Do Is Win" (DJ Khaled con T-Pain, Ludacris, Rick Ross & Snoop Dogg)                                                   | 64           | 65       | —        | —        | Victory                                |
| 2010 | "Break Your Heart" (Taio Cruz con Ludacris)                                                                                  | 1            | 96       | —        | 1        | Rokstarr                               |
| 2010 | "Ride" (Ciara con Ludacris)                                                                                                  | 71           | 18       | —        | —        | Basic Instinct                         |
| 2010 | "I Like" (Jeremih con Ludacris)                                                                                              | —            | 38       | —        | —        | All About You                          |
| 2010 | "Tonight (I'm Lovin' You)" (Enrique Iglesias con Ludacris)                                                                   | 4            | —        | —        | 5        | Euphoria                               |
| 2010 | "Saturday Night" (Jessica Mauboy con Ludacris)                                                                               | —            | —        | —        | 7        | Get 'Em Girls                          |
| 2010 | "Be with You" (David Banner & 9th Wonder con Ludacris & Marsha Ambrosius)                                                    | —            | 44       | —        | —        | Death of a Popstar                     |
| 2011 | "Country Shit (Remix)" (Big K.R.I.T. con Ludacris & Bun B)                                                                   | —            | 50       | 23       | —        | Return of 4Eva                         |
| 2011 | "Little Bad Girl" (David Guetta con Taio Cruz & Ludacris)                                                                    | 70           | 6        | —        | 4        | Nothing But the Beat                   |
| 2011 | "Wet the Bed" (Chris Brown con Ludacris)                                                                                     | 77           | 6        | —        | 15       | F.A.M.E.                               |
| 2011 | "Too Easy" (Tyrese con Ludacris)                                                                                             | —            | 38       | —        | —        | Open Invitation                        |
| 2011 | "Just (The Tip)" (Plies con Jeremih & Ludacris)                                                                              | —            | 75       | —        | —        | Purple Heart                           |
| 2012 | "Tonight (Best You Ever Had)" (John Legend con Ludacris)                                                                     | 79           | 12       | —        | —        | Banda sonora de Think like a man       |
| 2012 | "We in This B*tch" (DJ Drama con Young Jeezy, T.I., Ludacris & Future)                                                       | —            | 68       | —        | —        | Quality Street Music                   |
| 2012 | "All Around the World" (Justin Bieber con Ludacris)                                                                          | 22           | —        | 34       | 30       | Believe                                |
| 2012 | "Everyday Birthday" (Swizz Beatz con Chris Brown & Ludacris)                                                                 | —            | 44       | —        | —        | Haute Living                           |
| 2013 | "Hands In The Air" (Miley Cyrus con Ludacris)                                                                                | -            | -        | —        | —        | Bangerz                                |

## Filmografía

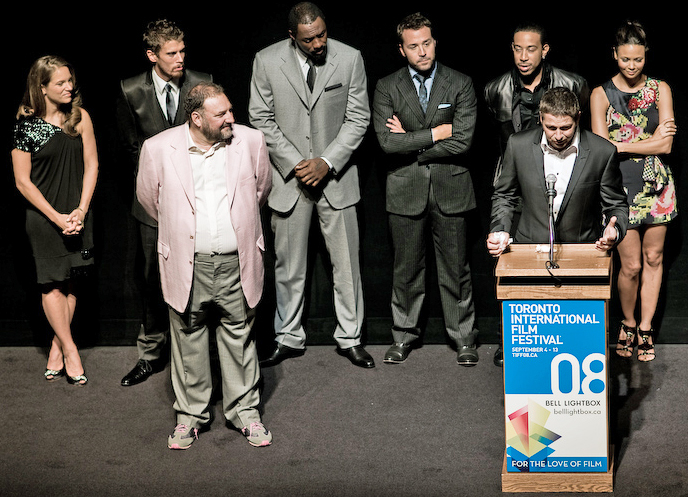
Luda (segundo por la derecha) con el reparto de RocknRolla en Toronto.

| Año  | Título                   | Papel                                  |
| ---- | ------------------------ | -------------------------------------- |
| 2001 | The Wash                 | Empleado en el lavadero de coches      |
| 2003 | 2 Fast 2 Furious         | Tej Parker                             |
| 2003 | Lil' Pimp                | Weathers                               |
| 2004 | Crash                    | Anthony                                |
| 2005 | Hustle & Flow            | Skinny Black                           |
| 2006 | The Heart Of The Game    | Narrador                               |
| 2007 | American Hustle          | Él mismo                               |
| 2007 | Fred Claus               | DJ Donnie                              |
| 2008 | RocknRolla               | Mickey                                 |
| 2008 | Max Payne                | Jim Bravura                            |
| 2009 | Ball Don't Lie           | Julius                                 |
| 2009 | Gamer                    | Humanz Brother                         |
| 2010 | Repo Men                 | Hombre cuyo corazón ha sido restaurado |
| 2011 | No Strings Attached      | Wallace                                |
| 2011 | Fast Five                | Tej Parker                             |
| 2011 | New Year's Eve           | Policía                                |
| 2013 | Fast & Furious 6         | Tej Parker                             |
| 2015 | Furious 7                | Tej Parker                             |
| 2017 | The Fate of the Furious  | Tej Parker                             |
| 2021 | F9                       | Tej Parker                             |
| 2023 | Fast X                   | Tej Parker                             |
| 2023 | Dashing Through the Snow | Eddie Garrick                          |

## Televisión
| Año  | Título                                     | Papel                     |
| ---- | ------------------------------------------ | ------------------------- |
| 2004 | Eve                                        | Taxista                   |
| 2004 | Shady National Convention                  | Cameo hablando con Eminem |
| 2006 | Ley y Orden: Unidad de Víctimas Especiales | Darius Parker             |
| 2007 | Los Simpsons                               | Él mismo                  |

## Videojuegos
| Año  | Título                | Papel    |
| ---- | --------------------- | -------- |
| 2003 | Def Jam: Vendetta     | Él mismo |
| 2004 | Def Jam: Fight for NY | Él mismo |
| 2006 | NBA Ballers: Phenom   | Él mismo |
| 2007 | Def Jam: Icon         | Él mismo |

## Premios

### Premios Grammy
| Categoría                                     | Género       | Asunto                   | Año  | Resultado |
| --------------------------------------------- | ------------ | ------------------------ | ---- | --------- |
| Mejor Álbum de Rap                            | Rap          | Back For the First Time  | 2001 | Nominado  |
| Mejor Videoclip                               | Music Video  | "One Minute Man"         | 2002 | Nominado  |
| Mejor Colaboración de Rap                     | Rap          | "Area Codes"             | 2002 | Nominado  |
| Mejor Álbum de Rap                            | Rap          | Word of Mouf             | 2003 | Nominado  |
| Mejor Actuación Masculina de Rap en Solitario | Rap          | "Roll Out (My Business)" | 2003 | Nominado  |
| Mejor Canción de Banda sonora                 | Banda sonora | "Act A Fool"             | 2004 | Nominado  |
| Mejor Actuación de Rap por un Dúo o Grupo     | Rap          | "Gossip Folks"           | 2004 | Nominado  |
| Mejor Actuación Masculina de Rap              | Rap          | "Stand Up"               | 2004 | Nominado  |
| Canción del Año                               | General      | "Yeah!"                  | 2005 | Nominado  |
| Mejor Colaboración de Rap                     | Rap          | "Yeah"                   | 2005 | Ganador   |
| Mejor Canción de R&B                          | R&B          | "Yeah!"                  | 2005 | Nominado  |
| Mejor Actuación de Rap en Solitario           | Rap          | "Number 1 Spot"          | 2006 | Nominado  |
| Mejor canción de rap                          | Rap          | "Money Maker"            | 2007 | Ganador   |
| Mejor álbum de rap                            | Rap          | Release Therapy          | 2007 | Ganador   |
| Mejor actuación de dúo o grupo de rap         | Rap          | "Georgia"                | 2007 | Nominado  |
| Mejor colaboración de rap/R&B                 | Rap/R&B      | "Unpredictable"          | 2007 | Nominado  |
| Mejor actuación de dúo                        | Rap          | "Wish You Would"         | 2009 | Nominado  |

### American Music Awards
| Categoría                     | Género | Asunto       | Año  | Resultado |
| ----------------------------- | ------ | ------------ | ---- | --------- |
| Álbum favorito de hip-hop/r&b | Rap    | Word of Mouf | 2002 | Nominado  |
| Artista favorito de hip-hop   | Rap    | Ludacris     | 2005 | Nominado  |

### BET Awards
| Categoría                          | Género  | Asunto           | Año  | Resultado |
| ---------------------------------- | ------- | ---------------- | ---- | --------- |
| Video del año                      | Rap     | "One Minute Man" | 2002 | Nominado  |
| Mejor artista masculino de hip-hop | Rap     | Ludacris         | 2002 | Nominado  |
| Mejor colaboración                 | Rap     | "Gossip Folks"   | 2003 | Nominado  |
| Elección del espectador            | R&B     | "Yeah!"          | 2004 | Ganador   |
| Mejor colaboración                 | R&B     | "Yeah!"          | 2004 | Nominado  |
| Video del año                      | R&B     | "Yeah!"          | 2004 | Nominado  |
| Mejor artista de hip-hop           | Rap     | Ludacris         | 2004 | Nominado  |
| Mejor artista de hip-hop           | Rap     | Ludacris         | 2005 | Nominado  |
| Mejor colaboración                 | R&B     | "Unpredictable"  | 2006 | Nominado  |
| Mejor actor                        | X       | Ludacris         | 2006 | Nominado  |
| Mejor artista de hip-hop           | Rap     | Ludacris         | 2007 | Nominado  |
| Mejor colaboración                 | Rap/R&B | "Runaway Love"   | 2007 | Ganador   |

### MTV Movie Awards
| Categoría                 | Género       | Asunto           | Año  | Resultado |
| ------------------------- | ------------ | ---------------- | ---- | --------- |
| Mejor actuación masculina | Banda sonora | 2 Fast 2 Furious | 2004 | NominadoU |

### MTV Video Music Awards
| Categoría             | Género  | Asunto            | Año  | Resultado |
| --------------------- | ------- | ----------------- | ---- | --------- |
| Mejor video de rap    | Rap     | "Stand Up"        | 2004 | Nominado  |
| Mejor video masculino | Rap/R&B | "Yeah!"           | 2004 | Ganador   |
| Mejor video de baile  | Rap/R&B | "Yeah!"           | 2004 | Ganador   |
| Video del año         | Rap/R&B | "Yeah!"           | 2004 | Nominado  |
| Mejor video de rap    | Rap     | "Holidae Inn"     | 2004 | Nominado  |
| Mejor video de R&B    | R&B     | "Oh"              | 2005 | Nominado  |
| Mejor video de rap    | Rap     | "Number One Spot" | 2005 | Ganador   |

### Premios del Sindicato de Actores
| Categoría     | Género | Asunto        | Año  | Resultado |
| ------------- | ------ | ------------- | ---- | --------- |
| Mejor reparto | Drama  | Crash         | 2005 | Ganador   |
| Mejor reparto | Drama  | Hustle & Flow | 2005 | Nominado  |